# 운정초등학교
운정초등학교(雲井初等學校)는 대한민국 경기도 파주시에 조성된 운정신도시에 있는 공립 초등학교이다.

## 학교 연혁
- 2012. 07. 03 운정초등학교 교명 선정
- 2012. 10. 15 운정초등학교 설립인가
- 2013. 03. 01 운정초등학교 개교
- 2013. 03. 01 24학급(특수반1학급), 유치원 4학급 편성
- 2014. 03. 01 2014 주민참여 제안예산사업 추진(1년)
- 2014. 03. 01 2014 NTTP 배움과실천공동체 운영(1년)
- 2014. 03. 01 2014 학부모회 지원사업 운영(1년)
- 2014. 04. 01 2014 파주시 생태환경 체험학교 운영(1년)
- 2015. 02. 13 제2회 졸업식(누계 219명)
- 2015. 03. 01 32학급(특수반1학급), 유치원 4학급 편성
- 2015. 03. 01 교육부요청 교육과정(SW)연구시험학교 지정(2년)
- 2015. 03. 01 혁신공감학교 지정

## 참고 자료
- 운정초등학교 - 한국교육학술정보원 학교알리미